# Voluntary Service Overseas
VSO (Voluntary Service Overseas) is een internationale organisatie voor ontwikkelingssamenwerking. Het doel is een wereld zonder armoede, waarin mensen samenwerken om hun ontwikkelingsmogelijkheden te realiseren. VSO versterkt organisaties in ontwikkelingslanden zodat zij hun werk – dat zich richt op armoedebestrijding – beter kunnen doen. Het belangrijkste middel van VSO in de strijd tegen armoede is de uitzending van vakdeskundigen. Het motto van VSO is “sharing skills, changing lives”.

## Organisatie
Internationaal
VSO werd in 1958 opgericht door Alec Dickson. Sinds de oprichting hebben meer dan 30.000 vakdeskundigen hun kennis en vaardigheden gedeeld in 120 landen. Tegenwoordig komt bijna 25% van alle VSO’ers uit Kenia, Oeganda, India en de Filipijnen. VSO Nederland maakt deel uit van de internationale federatie VSO. De andere leden zijn: VSO Groot-Brittannië, VSO Canada, VSO Bahaginan (Filipijnen) en VSO Jitolee (Kenia). Daarnaast zijn er nog twee wervingskantoren in Ierland en India, en programmakantoren in de 34 Afrikaanse en Aziatische landen waar VSO momenteel werkt.
VSO Nederland
VSO Nederland is in 1989 begonnen met het werven van vakdeskundigen. In de loop der jaren is VSO Nederland steeds meer zelf gaan uitvoeren en vormgeven: werving, selectie, trainingen/voorbereiding, matching, plaatsing en begeleiding van teruggekeerde VSO’ers. Daarnaast werd VSO Nederland ook actief op het gebied van programmaontwikkeling en fondsenwerving. VSO Nederland zendt inmiddels meer dan 100 vakdeskundigen per jaar uit.
Op het kantoor van VSO Nederland in Utrecht werken gemiddeld 29 mensen. Naast betaalde werknemers krijgt VSO ondersteuning van vrijwilligers, veelal mensen die via VSO uitgezonden zijn geweest. Ongeveer veertig van deze ex-VSO’ers zijn regelmatig actief als selecteur of trainer om nieuwe VSO’ers te selecteren en voor te bereiden op hun vertrek.

## Werkwijze
VSO werkt in 34 van de armste landen in Afrika, Azië en het Pacifisch en Caraïbisch gebied. VSO werkt in ieder land vanuit een strategisch plan waarbij de aandacht uitgaat naar twee of drie ontwikkelingsdoelen. Samen met lokale partnerorganisaties ontwikkelt VSO programma’s om deze doelen te bereiken. Als middelen worden onder meer ingezet: uitwisselingen, kleinschalige financieringen, workshops én de VSO’er.
VSO’s belangrijkste middel in de strijd tegen armoede is de uitzending van vakdeskundigen. Zij delen ter plekke tegen een lokaal salaris hun kennis en ervaring met hun lokale collega’s. De kern van het werk is capaciteitsopbouw. Dat betekent dat VSO lokale organisaties ondersteunt zodat zij sterker worden en hun werk op het gebied van armoedebestrijding efficiënter en effectiever kunnen doen.

## Doelen
VSO werkt aan zes ontwikkelingsdoelen om het effect van het werk te vergroten. Deze doelen weerspiegelen de prioriteiten van VSO’s partnerorganisaties, de millenniumdoelstellingen zoals opgesteld door de Verenigde Naties en VSO’s deskundigheid.
1. VSO spant zich in om de toegang tot en de kwaliteit van het onderwijs te verbeteren. Voor iedereen maar met name voor achtergestelde groepen zoals meisjes en kinderen met een handicap.
2. VSO zet zich in voor mensen met hiv en aids en hun omgeving door stigmatisering tegen te gaan en preventie te bevorderen. Ook zet VSO zich in voor betere en beter toegankelijke behandeling, zorg en ondersteuning voor mensen met hiv en aids en hun familie.
3. VSO ondersteunt mensen met een handicap bij het opkomen voor hun rechten op toegang tot basisvoorzieningen en ijvert voor hun volwaardige deelname aan de maatschappij.
4. VSO streeft naar toegang tot goede gezondheidszorg en sociale bijstand voor iedereen.
5. VSO steunt de lokale bevolking bij het verbeteren en waarborgen van haar eigen leefomstandigheden.
6. VSO vindt dat mannen en vrouwen moeten kunnen beslissen over hun eigen leven en moeten kunnen opkomen voor hun mensenrechten. VSO ondersteunt waar mogelijk. Een gezonde, goed functionerende overheid is daarvoor een voorwaarde.
Daarbinnen legt VSO Nederland de nadruk op hiv en aids en op mensen met een handicap. Speciale aandacht wordt besteed aan de combinatie handicap en hiv/aids.

## Samenwerking
VSO werkt sinds een aantal jaren succesvol samen met Nederlandse en internationale bedrijven en instellingen. VSO Nederland heeft partnerschappen met Randstad, Shell, Accenture, Bavo Europoort en SIN (Service Clubs International Nederland).
VSO Nederland werkt ook samen met verschillende partners binnen de branche ontwikkelingssamenwerking. VSO Nederland is lid van DCDD (Dutch Coalition on Disability and Development), van Partos (branchevereniging) en van Sharenet (Nederlands netwerk voor reproductieve gezondheidszorg en aids). VSO Nederland werkt samen met Intrac (International NGO Training and Research Centre), Viataal en Liliane Fonds.